# Symphurus undatus
Symphurus undatus és un peix teleosti de la família dels cinoglòssids i de l'ordre dels pleuronectiformes que viu a les Filipines i Hawaii.